# Marian Dzięcioł
Marian Dzięcioł (ur. 25 marca 1950 w Kaliskach, zm. 30 października 2015 w Warszawie) – polski samorządowiec, działacz opozycji antykomunistycznej, burmistrz Łochowa w latach 1992–2015.

## Życiorys
Jako samorządowiec aktywny był od 1984 roku. Od 7 lutego 1992 roku do śmierci w 2015 roku piastował funkcję burmistrza Łochowa. W okresie jego urzędowania powstały między innymi stacje uzdatniania wody w Ostrówku i Łosiewicach oraz Szkoła Podstawowa nr 3 im. Marii Konopnickiej w Łochowie. Był działaczem Ruchu Obywatelskiego JOW. 
W 2012 wyróżniony medalem „Pro Masovia”, w 2013 roku został odznaczony Złotym Krzyżem Zasługi, a w październiku 2015 roku otrzymał Odznakę Honorową za Zasługi dla Samorządu Terytorialnego. 
Zmarł 30 października 2015 roku w wyniku choroby nowotworowej. Po jego śmierci na terenie gminy Łochów wprowadzono kilkudniową żałobę. 3 listopada 2015 roku został pochowany na cmentarzu w Jerzyskach koło Łochowa.
W 2016 roku Marian Dzięcioł został upamiętniony tablicą pamiątkową na ścianie hali sportowej łochowskiego liceum.